# Amro Jenyat
Amro Jenyat (en árabe: عَمْرو جَنيَات‎; Homs, Siria, 15 de enero de 1993) es un futbolista de Siria que juega en las posiciones de lateral derecho y extremo. Desde 2022 juega en el Al-Karamah SC de la Liga Premier de Siria.

## Carrera

### Club
| Periodo   | Club                      |
| --------- | ------------------------- |
| 2011-2016 | Al Karamah FC             |
| 2013      | → Al-Muhafaza SC (cedido) |
| 2014–2015 | → Al-Shabab Club (cedido) |
| 2016–2017 | Al-Shabab Club            |
| 2017–2018 | Dhofar Club               |
| 2018–2019 | Al-Shabab Club            |
| 2019–2020 | Al-Wahda Damasco          |
| 2020      | Al-Mesaimeer SC           |
| 2020–2022 | Al Karamah FC             |
| 2021      | → Al Ahed (cedido)        |
| 2022      | Manama Club               |
| 2022–     | Al Karamah FC             |

### Selección nacional
Jenyat jugó con Siria U20 de 2011 a 2012 y con Siria U23 de 2012 a 2016. Debutó con Siria en 2014 y su primer gol internacional lo anotó el 9 de noviembre de 2016 en la victoria por 2-0 ante Singapur en un partido amistoso en Malasia.

## Logros
- Supercopa de Omán (1): 2017
- Copa de Siria (1): 2020